# Solor

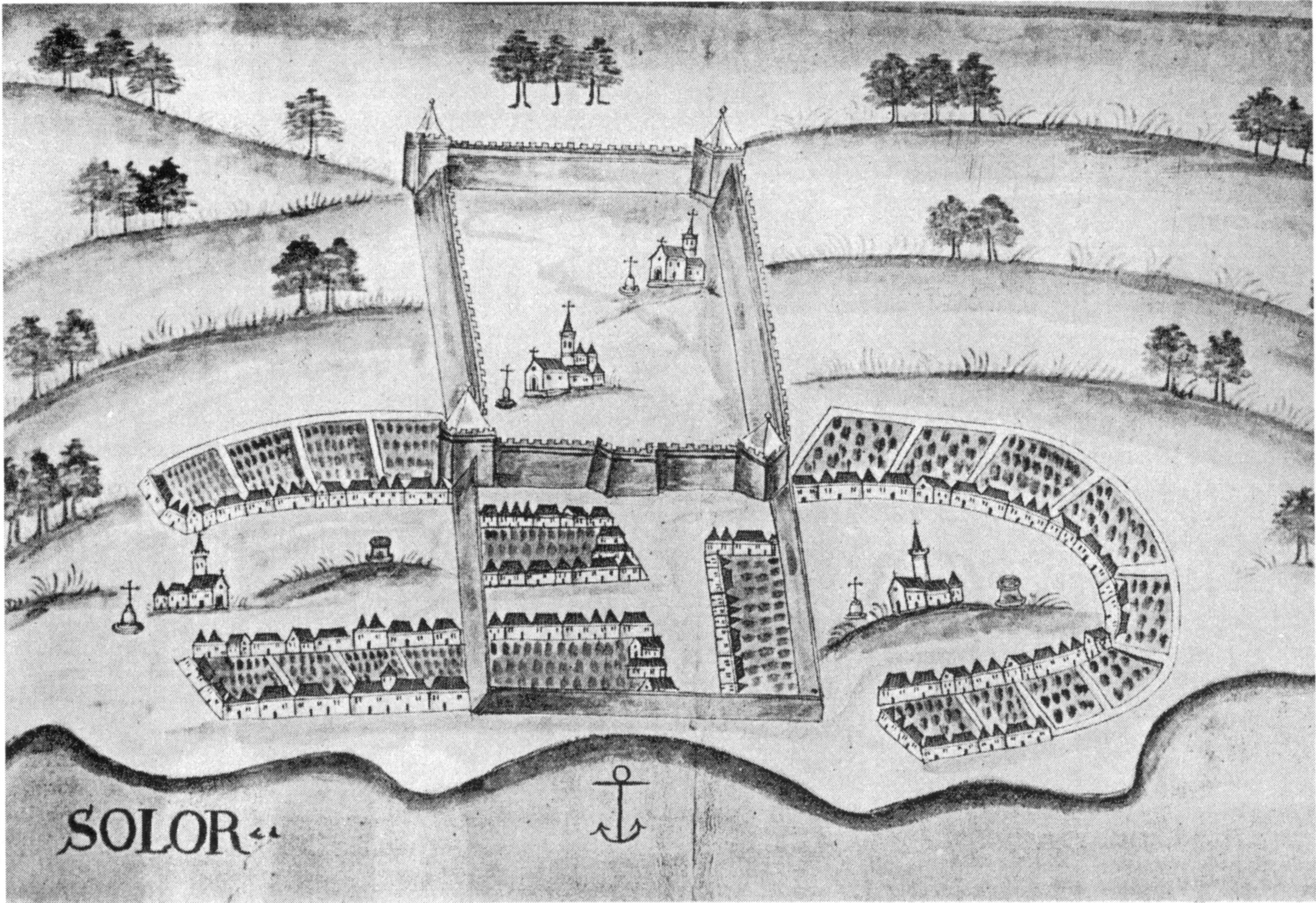
Portugalski fort na Solorze

Solor (indonez. Pulau Solor) – wyspa w Indonezji w grupie wysp Solor. Ma powierzchnię 223 km², w większości są to tereny górzyste.
Naturalna roślinność na wyspie została całkowicie zastąpiona przez wtórne zbiorowiska trawiaste i uprawy rolnicze (ryż, kukurydza, palma kokosowa). Występuje rybołówstwo. Na Solorze znajdują się ruiny portugalskiego fortu z XVII w.